# China-Brazil Earth Resources Satellite Program

China-Brazil Earth Resources Satellite Program ou CBERS ou Zi Yuan est une famille de satellites de télédétection développés conjointement par le Brésil et la république populaire de Chine. Selon l'accord initial signé en 1988 la Chine finance 70 % du projet qui comprend également les équipements au sol et fournit la majorité de la charge utile. Le premier satellite est lancé en 1999 et deux autres en 2003 et 2007. Un deuxième accord signé en 2002 mais avec un partage de financement différent (50/50) prévoit le lancement de trois nouveaux satellites aux performances améliorées en 2012, 2014 et 2016. La Chine a développé de son côté, en dehors de cet accord, quatre satellites de reconnaissance militaires fortement inspirés des satellites CBERS.

## Historique

### L'accord sino-brésilien de 1988
Les satellites de télédétection CBERS sont le produit d'un accord passé entre l'établissement  CAST (Chinese Academy of Space Technology') de la république populaire de Chine et l'agence spatiale brésilienne INPE (Instituto de Pesquisas Espaciais) résultant de négociations gouvernementales. L'accord signé en juillet 1988 prévoit le développement de deux satellites de télédétection avec leur composante sol (stations de réception, traitement et distribution des images). Le financement est pris en charge à hauteur de 70 % par la Chine. La Chine disposait déjà auparavant d'un programme de satellites de télédétection baptisé Zi Yuan (ou ZY). Les nouveaux satellites sont baptisés CBERS-x et par les chinois ZY-1 FMx (c'est-à-dire Zi Yuan-1 Flight Model x). 

### Renouvellement de l'accord en 2002
Les gouvernements brésilien et chinois décident en novembre 2002 de renouveler leur accord de coopération et de développer une nouvelle génération de satellites CBERS avec une instrumentation plus performante. La participation financière du Brésil monte à 50 %. Les spécifications détaillées du projet sont figées en juillet 2004. Le lancement de trois satellites est planifié : CBERS-3 en 2013, CBERS-4 en 2014 et CBERS-4B en 2016,.
Des pourparlers entre les deux gouvernements ont déjà eu lieu pour le lancement d'une nouvelle génération (satellites CBERS-5 et CBERS-6) mais toute décision été repoussée jusqu'au lancement de CBERS-3 fin 2013.

### Les satellites de reconnaissance militaire Zi Yuan
La Chine a développé, en dehors de l'accord signé avec le Brésil, des satellites d'usage  militaire qui reprennent en très grande partie des caractéristiques des satellites CBERS. Ce sont :
- ZY 2A, ZY 2B et ZY 2C lancés respectivement en 2000, 2003 et 2004 similaires à CBERS 1 mais avec une caméra ayant une résolution de 2 m
- ZY 1C lancé le 22/12/2011 qui est identique aux CBERS 2B avec une instrumentation purement chinoise et une masse de 2100 kg.

## Caractéristiques des satellites
Deux générations de satellites CBERS ont été développées :

### Génération 1: CBERS-1, CBERS-2 et CBERS-2B

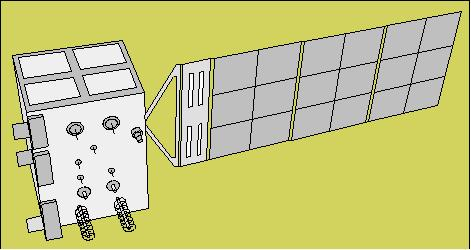
Dessin du CBERS-1

Les satellites de première génération (CBERS-1, 2 et 2B) lancés entre 1999 et 2007 ont la forme d'un parallélépipède 1,8 m × 2,0 m × 2,2 m sur lequel est fixé un panneau solaire orientable long de 6,3 mètres. Ce dernier fournit 1 100 watts qui sont stockés dans deux batteries Nickel-Cadmium de 30 A-h. Le satellite d'une masse de 1 450 kg est stabilisé 3 axes grâce à 16 petits moteurs-fusées de 1 newton de poussée et 2 autres moteurs de 20 N brulant de l'hydrazine. La durée de vie nominale est de 2 ans.
La charge utile est composée de trois instruments :
- La caméra CCD haute résolution HRCC (High Resolution CCD Camera) a une résolution de 19,5 mètres au nadir avec une fauchée de 113 km. Elle peut être dépointée de 32° par rapport au nadir. Elle est à la fois panchromatique et multispectrale (0,51-0,73 µm, 0,45-0,52 µm, 0,52-0,59 µm, 0,63-0,69 µm et 0,77-0,89 µm). Le CCD produit par Fairchild est une barrette comprenant 5 lignes de 5812 pixels. La caméra est développée par le Beijing Institute of Space Machines and Electricity (BISME).
- Le scanner multispectral infrarouge IRMSS (Infrared Multispectral Scanner) a une résolution de 80  à   160 mètres au nadir avec une fauchée de 120 km. Elle est à la fois panchromatique et multispectrale (0,50-1,10 µm, 1,55-1,75 µm, 2.08-2.35 µm et 10,40-12.50 µm). Le scanner est développé par le BISME.

- WFI (Wide-Field Imager) est un capteur qui vient compléter l'instrument HRCC développé par le Brésil. Il a une résolution de 260 mètres au nadir avec une fauchée de 890 km. Il capte une image multi-spectrale (0,63-0,69 µm et 0,77-0,89 µm).

Le satellite est placé sur une orbite héliosynchrone à une altitude de 778 km avec une inclinaison de 98,5° L'orbite est phasée avec un survol de chaque site tous les 26 jours. Le satellite passe à 10 heures 30 au-dessus du nœud descendant.

### Génération 2: CBERS-3, CBERS-4 et CBERS-4B
Les satellites de deuxième génération (CBERS-3, CBERS-4 et CBERS-4B) qui doivent être lancés entre 2012 et 2016 ont la forme d'un parallélépipède 3,25 m × 3,35 m × 3,35 m sur lequel est fixé un panneau solaire orientable réalisé avec des solaires triple jonction GaAs qui fournit 2 300 Watts. Le satellite d'une masse d'environ 1 980 kg est stabilisé 3 axes grâce à des propulseurs à hydrazine. La durée de vie nominale est de 3 ans.
La charge utile est composée de quatre instruments  :
- La caméra multispectrale MUXCam (Multispectral Camera) a une résolution de 20 mètres au nadir avec une fauchée de 120 km. Elle est multispectrale (0,45-0,52 µm, 0,52-0,59 µm, 0,63-0,69 µm et 0,77-0,89 µm).  La caméra est développée par la société brésilienne Opto Eletrônica.
- La caméra panchromatique et multispectrale PanMUX (Panchromatic and Multispectral Camera) a une résolution de 5 mètres au nadir avec une fauchée de 60 km. Elle peut être dépointée de 32°. Elle est multispectrale (0,51-0,73 µm, 0,52-0,59 µm, 0,63-0,69 µm et 0,77-0,89 µm). Elle est fournie par la Chine.
- Le scanner multispectral infrarouge IRS ou IRMSS-2 (Infrared Multispectral Scanner) est une évolution de IRMSS. Elle a une résolution de 40  à   80 mètres au nadir avec une fauchée de 120 km. Elle est à la fois panchromatique et multispectrale (0,77-0,89 µm, 1,55-1,75 µm, 2.08-2.35 µm et 10,40-12.50 µm). Elle est fournie par la Chine.

- WFI ou WFI-2 (Wide-Field Imager) est une évolution du WFI embarqué sur la génération de satellites CBERS-1, Ce capteur qui vient compléter l'instrument HRCC est développé par le Brésil. Il a une résolution de 64 mètres au nadir avec une fauchée de 866 km. Il capture une image multispectrale (0,45-0,52 µm, 0,52-0,59 µm, 0,63-0,69 µm et 0,77-0,89 µm).

Le satellite est placé sur une orbite héliosynchrone à une altitude de 778 km avec une inclinaison de 98,5°. L'orbite est phasée avec un survol de chaque site tous les 26 jours. Le satellite passe à 10 h 30 au-dessus du nœud descendant.

## Liste des satellites
mise à jour le 31/12/2021
| Nom      | Appellation chinoise | Date lancement   | Date retrait                   | Type | Masse    | Charge utile             | Lanceur | Site lancement | Remarque           |
| CBERS-1  | ZY-1 FM1             | 14/10/1999       | Retiré du service en aout 2003 | 1    | 1450 kg  | HRCC, IRMSS,WFI          | CZ-4B   | Taiyuan        |                    |
| CBERS-2  | ZY-1 FM2             | 11/10/2003       | Retiré du service fin 2007     | 1    | 1450 kg  | HRCC, IRMSS,WFI          | CZ-4B   | Taiyuan        |                    |
| CBERS-2B | ZY-1 FM2B            | 19/9/2007        | Tombé en panne en mai 2010     | 1    | 1450 kg  | HRCC, IRMSS,WFI          | CZ-4B   | Taiyuan        |                    |
| CBERS-3  | ZY-1 D               | 9 décembre 2013  | Échec du lancement             | 2    | 1 980 kg | MUXCam, PanMUX, IRS, WFI | CZ-4B   | Taiyuan        | Échec au lancement |
| CBERS-4  | ZY-1 E               | 7 décembre 2014  |                                | 2    | 1 980 kg | MUXCam, PanMUX, IRS, WFI | CZ-4B   | Taiyuan        |                    |
| CBERS-4B | ZY-1 E2              | 20 décembre 2016 |                                | 2    | 1 980 kg | MUXCam, PanMUX, IRS, WFI | CZ-4B   | Taiyuan        |                    |